# Liste des routes du Sénégal

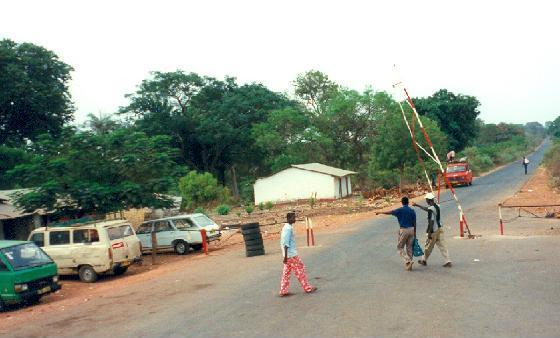
Poste-frontière entre la Gambie et le Sénégal.

Voici une liste des grandes routes du Sénégal.
Le réseau des autoroutes sénégalaises est long de 358 kilomètres, c'est l'un des plus longs réseaux autoroutiers en Afrique de l'Ouest.
Il est composé de:
1- tronçon à péage de 222 kilomètres: Dakar-AIBD-Thiés-Touba sur 182 kilomètres et AIBD-Mbour sur 40 kilomètres.
2- tronçon sans péage de 36 kilomètres: Patte d'oie-Aéroport LSS de 8 kilomètres et de Dakar-VDN 28 kilomètres.
3- tronçon en construction de 100 kilomètres: Mbour-Fatick et Kaolack.
En 2026,le pays devrait disposer de 578 kilomètres d'autoroute avec la mise en service du tronçon Dakar-Saint-Louis sur 199 kilomètres et de Diamniadio-Lac rose. sur 20 km.
Le tronçon Patte d'oie -LSS et la VDN sont les premières à entrer en service progressivement entre 2009 et 2012 sur 36 km.
Dakar - Diamniadio fut la première autoroute payante à être inaugurée dans le pays. Longue de 35 km, elle a été mise en service en 2013 . En octobre 2016, ce tronçon a été prolongé de 17 km vers l'aéroport international Blaise Diagne puis de 40 km vers Mbour. Le 20 décembre 2018, le tronçon entre l'aéroport de Blaise Diagne et Touba est ouvert à la circulation soit 130 km. Le 22 janvier 2019, le tronçon entre Sindia et Mbour est inauguré.
Le tronçon autoroutier entre Mbour et Kaolack est en cours de construction depuis novembre 2021. L’objectif du gouvernement est de réaliser 900 km d’autoroutes d’ici 2030 pour permettre la réalisation d’un Sénégal émergent. Un document précise que 3 000 emplois destinés principalement aux jeunes ont déjà été créés par les projets autoroutiers.
Les tronçons Thiès -Tivaouane (20 km), Diourbel-Kaolack(70 km) et Kaolack-Tambacounda (260 km) sont en étude.

## Autoroutes

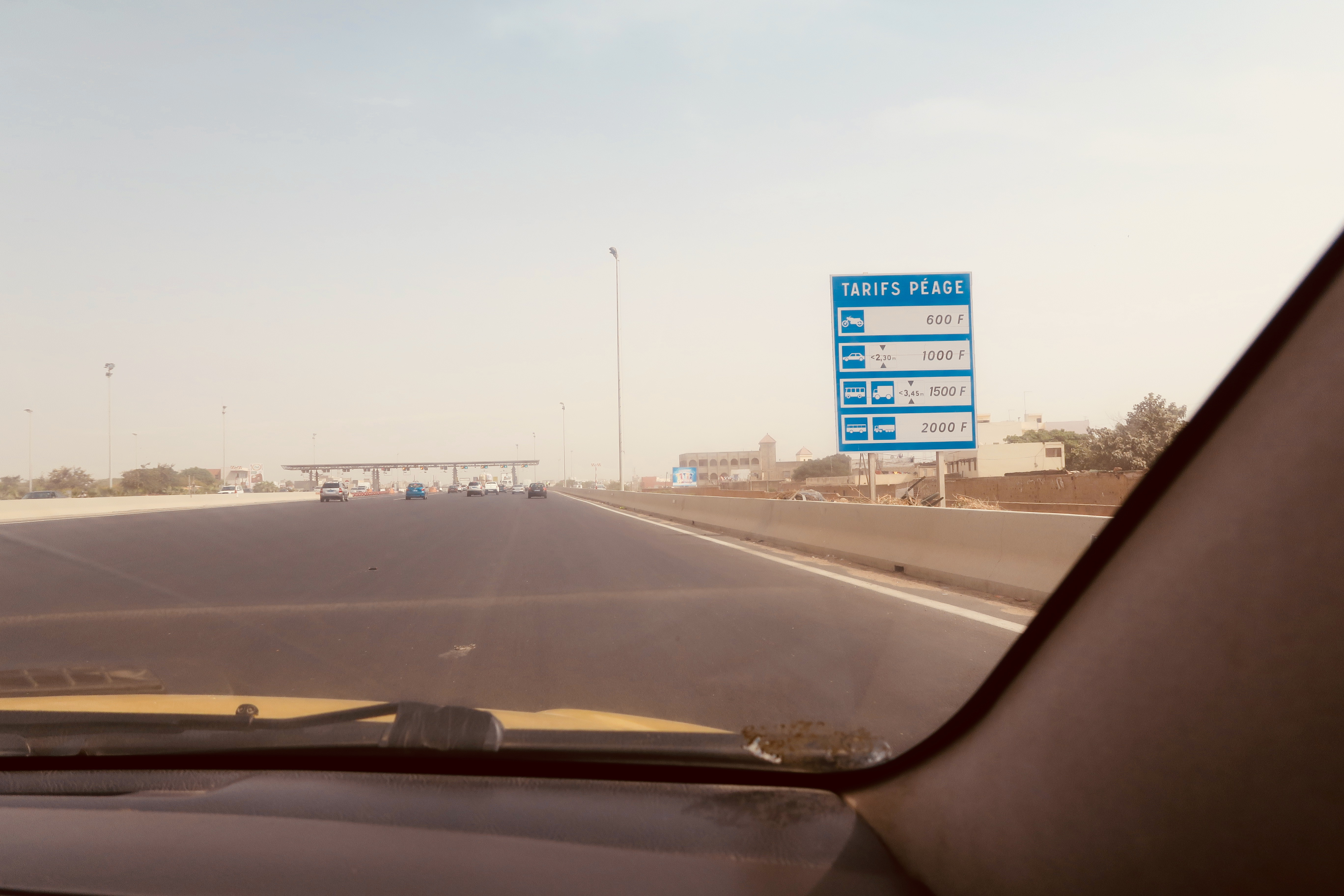
Autoroute A1 - en direction de l'aéroport

| Numéro | Itinéraire                                          | Longueur |
| ------ | --------------------------------------------------- | -------- |
|        | Dakar – Diamniadio – Aéroport Blaise Diagne – Mbour | 127 km   |
|        | Aéroport Blaise Diagne – Thiès – Touba              | 130 km   |

## Routes nationales
Les routes les plus importantes (routes nationales) sont désignées par la lettre N suivie d'un chiffre de 1 à 17 (en 2021).

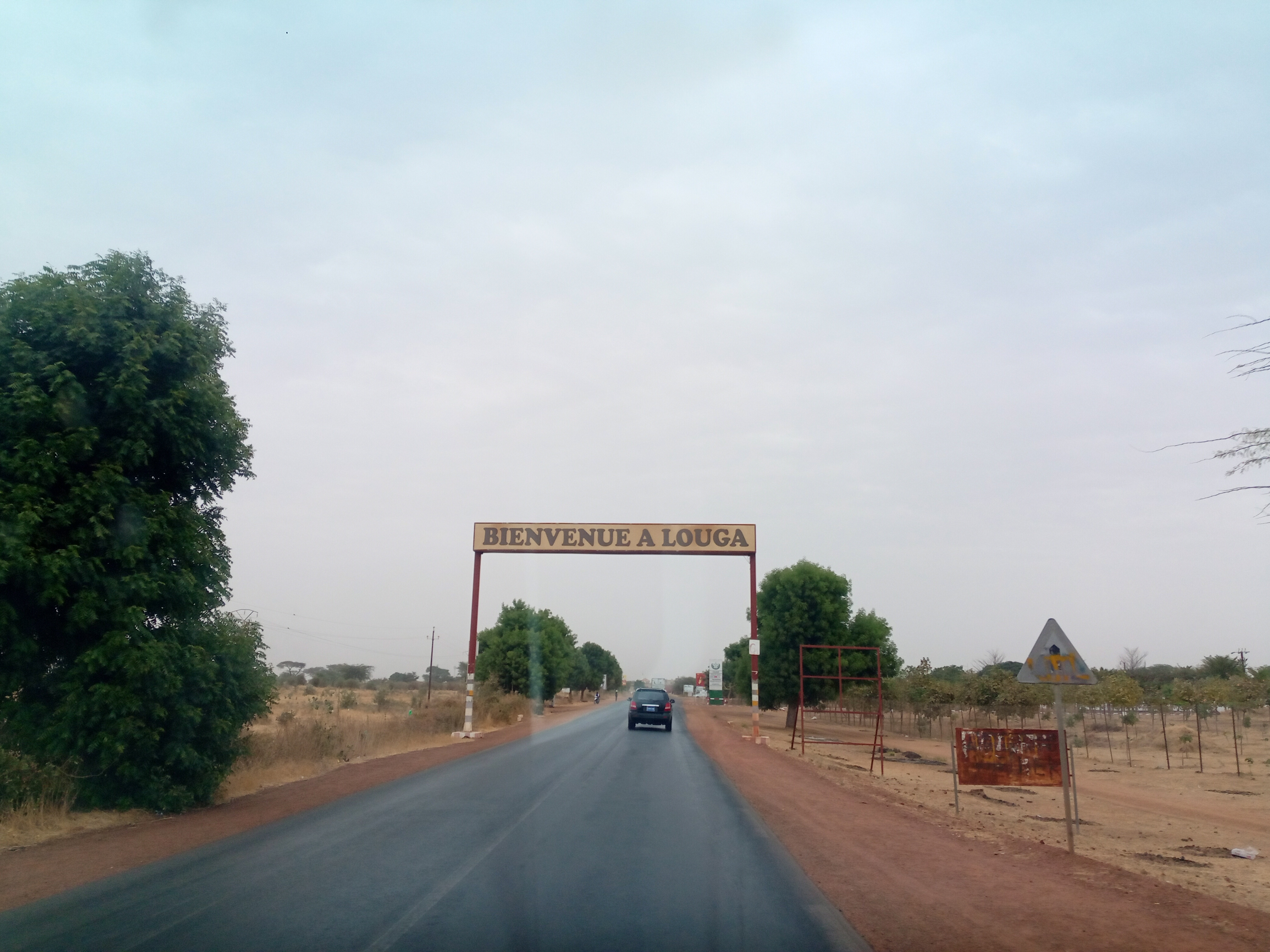
Entrée de Louga.

| N°. | Itinéraire | Longueur |
| --- | --- | -------- |
|     | Dakar – M'bour – Fatick – Kaolack – Kaffrine – Koungheul – Koussanar – Tambacounda – Kidira – Mali                    | 650 km   |
|     | Diamnadio- Pout – Thiès – Tivaouane – Kébémer – Louga – Saint-Louis – Richard-Toll – Dagana – Ourossogui – Kidira     | 843 km   |
|     | Thiès – Khombole – Bambey – Diourbel - Mbacké (ville) – Touba – Dahra – Linguère – Ourossogui - Matam – Mauritanie    | 467 km   |
|     | Kaolack – Nioro du Rip – Medina Sabakh – ( Gambie Trans-gambienne (en)) – Bignona – Ziguinchor - Mpak – Guinée-Bissau | 300 km   |
|     | Kaolack – Sokone – ( Gambie) – Diouloulou – Bignona                                                                   | 160 km   |
|     | Tambacounda – Vélingara – Kounkané – Kolda – Goudomp – Ziguinchor                                                     | 408 km   |
|     | Ourossogui – Tambacounda – Missira – Parc national du Niokolo-Koba – Kédougou – Guinée                                | 465 km   |

## Routes régionales
Les routes régionales sont désignées par la lettre R suivie d'un chiffre.

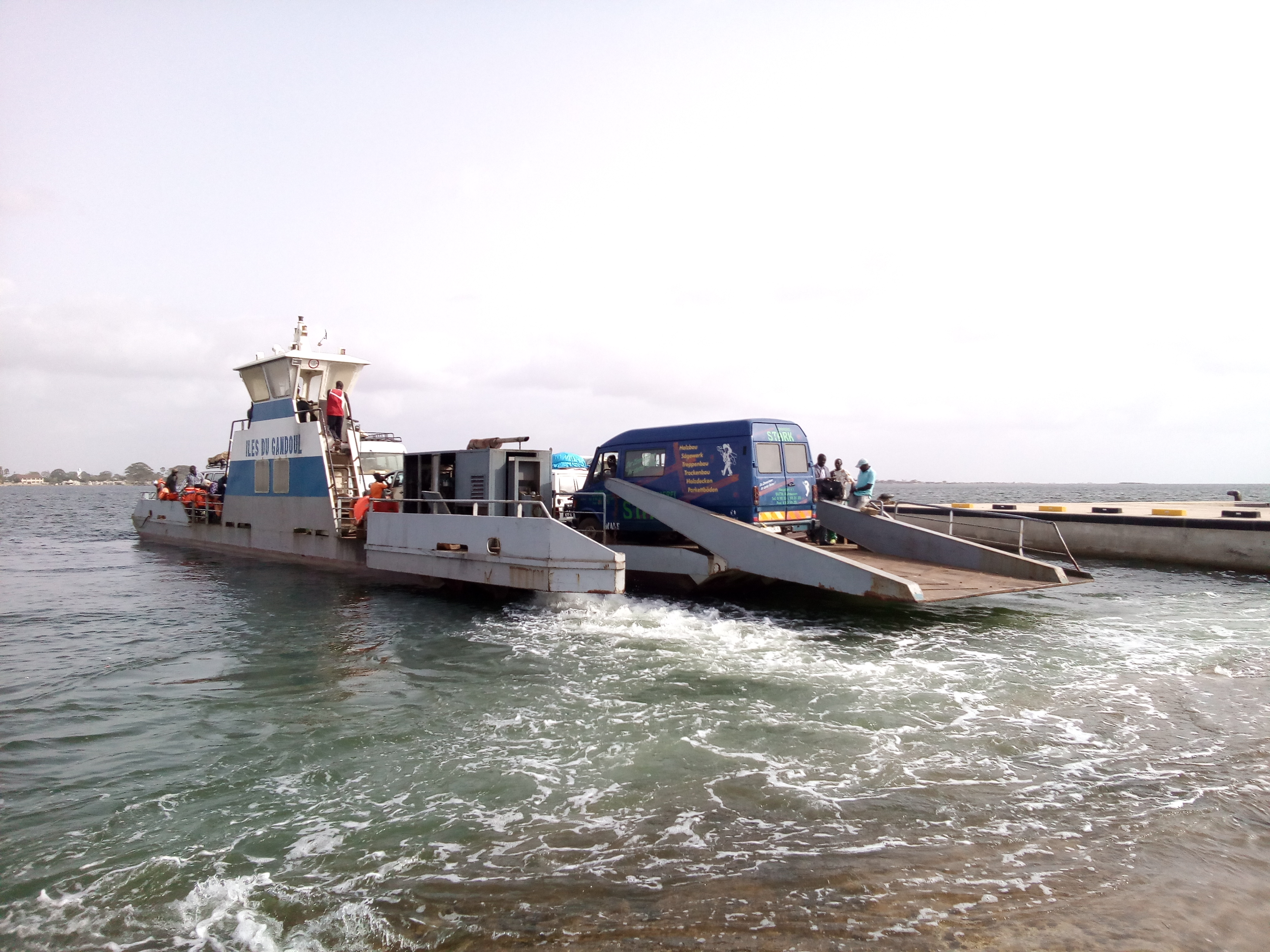
Bac de Foundiougne

| N°. | Itinéraire                                               | Longueur |
| --- | -------------------------------------------------------- | -------- |
|     | Ziguinchor – Essoukoudiack – Diembéreng                  | 152 km   |
|     | Kolda – Sitaba – Sédhiou – Pont de Marsassoum – Ndiéba – | 152 km   |
|     | Diendé – Madina Wandifa                                  | 34 km    |
|     | Sitaba – Ndiama                                          | 10 km    |
|     | Tiougoune – Kébémer – Doyene Dakhar – Touba              | 126 km   |
|     | Ourak – Doyene Dakhar                                    | 33 km    |
|     | Mékhé – Baba Garage – Bambey                             | 53 km    |
|     | Mbacké – M’bar – Kaffrine                                | 108 km   |
|     | Bambey – Pont de Foundiougne – Passy                     | 100 km   |
|     | Fas Boue – Mbora – Bayakh                                | 75 km    |

## Cartes

Tracé des routes nationales
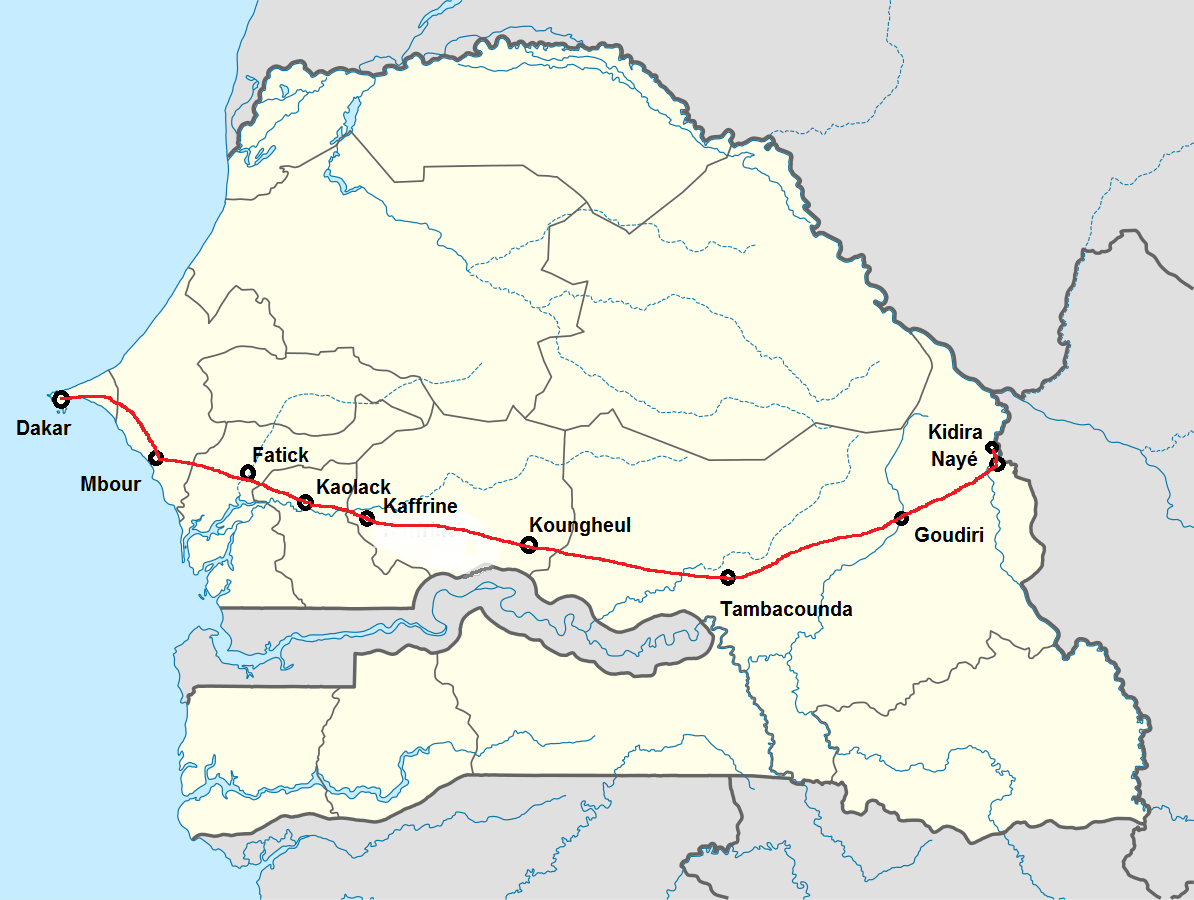
N 1
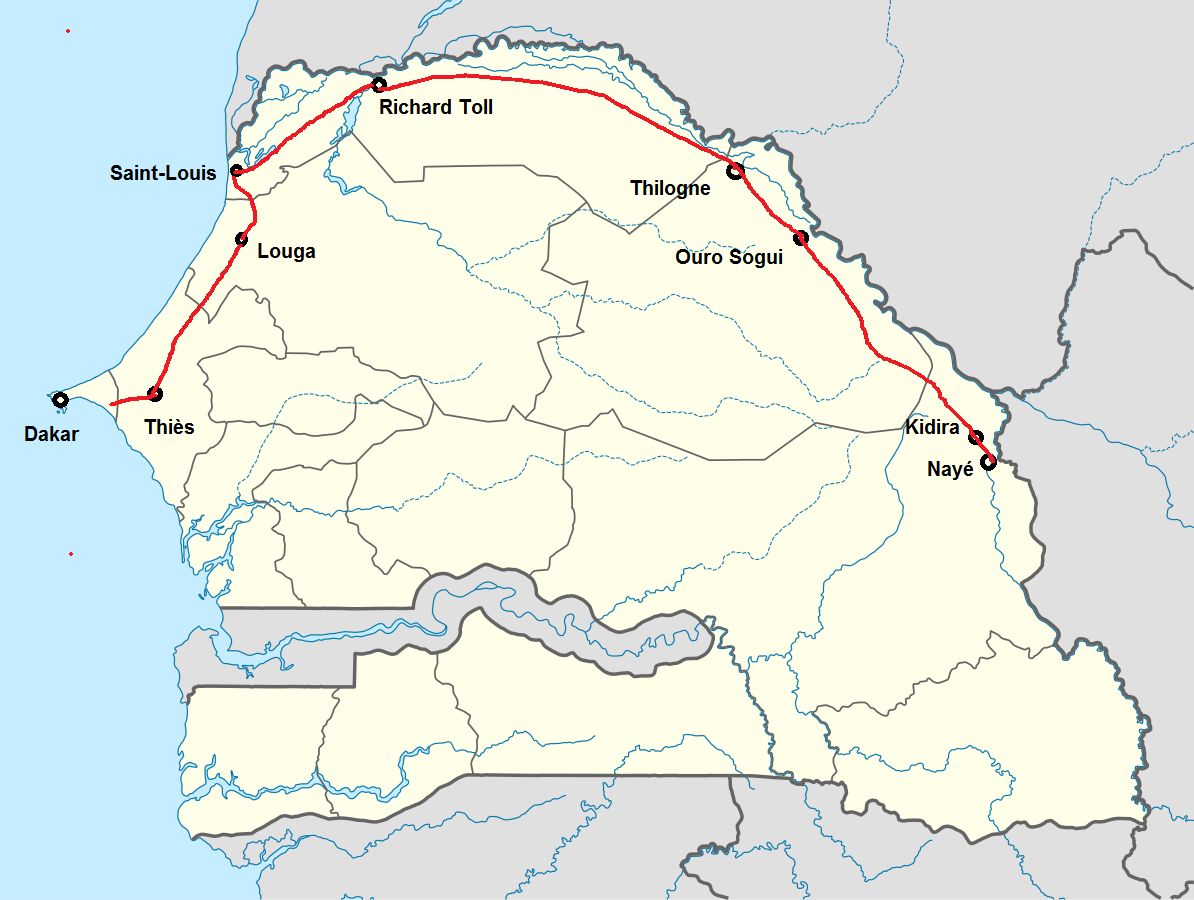
N 2
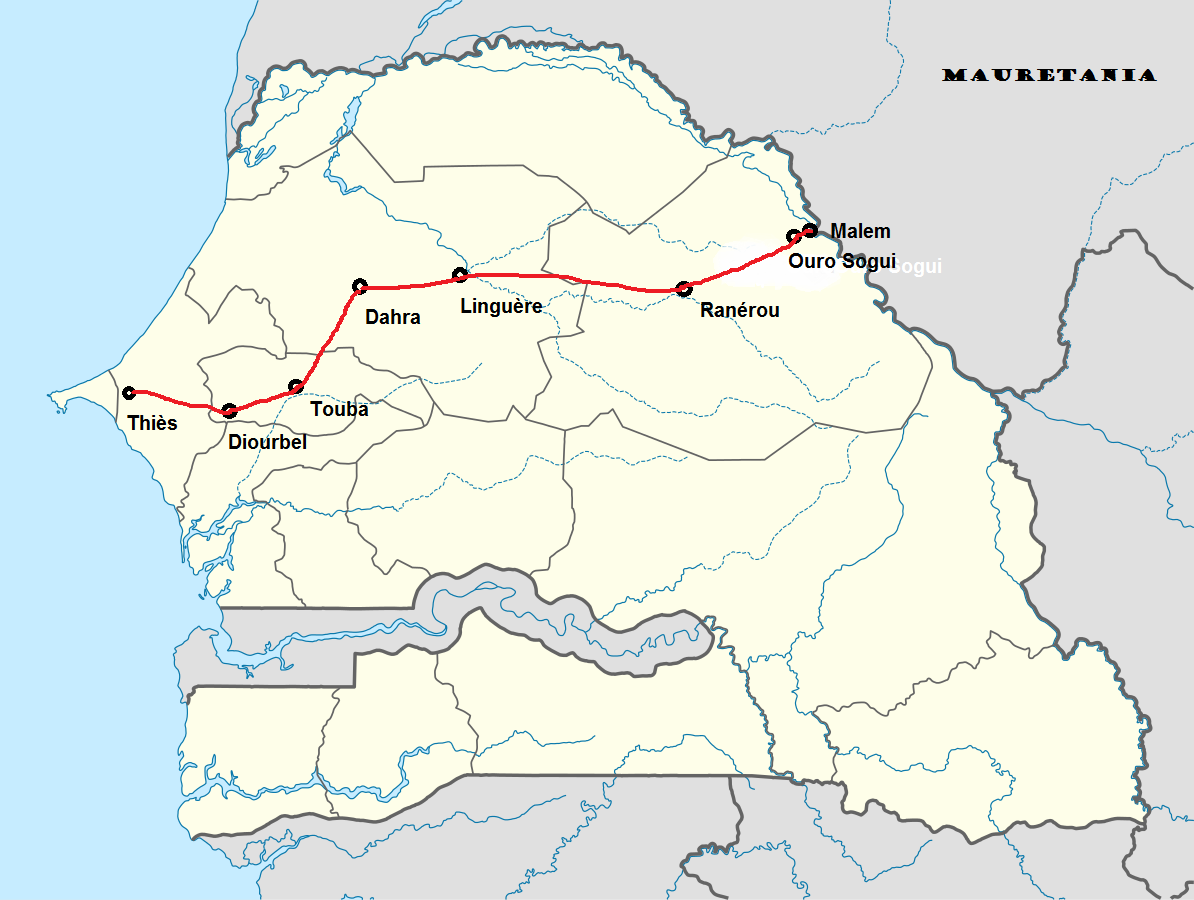
N 3
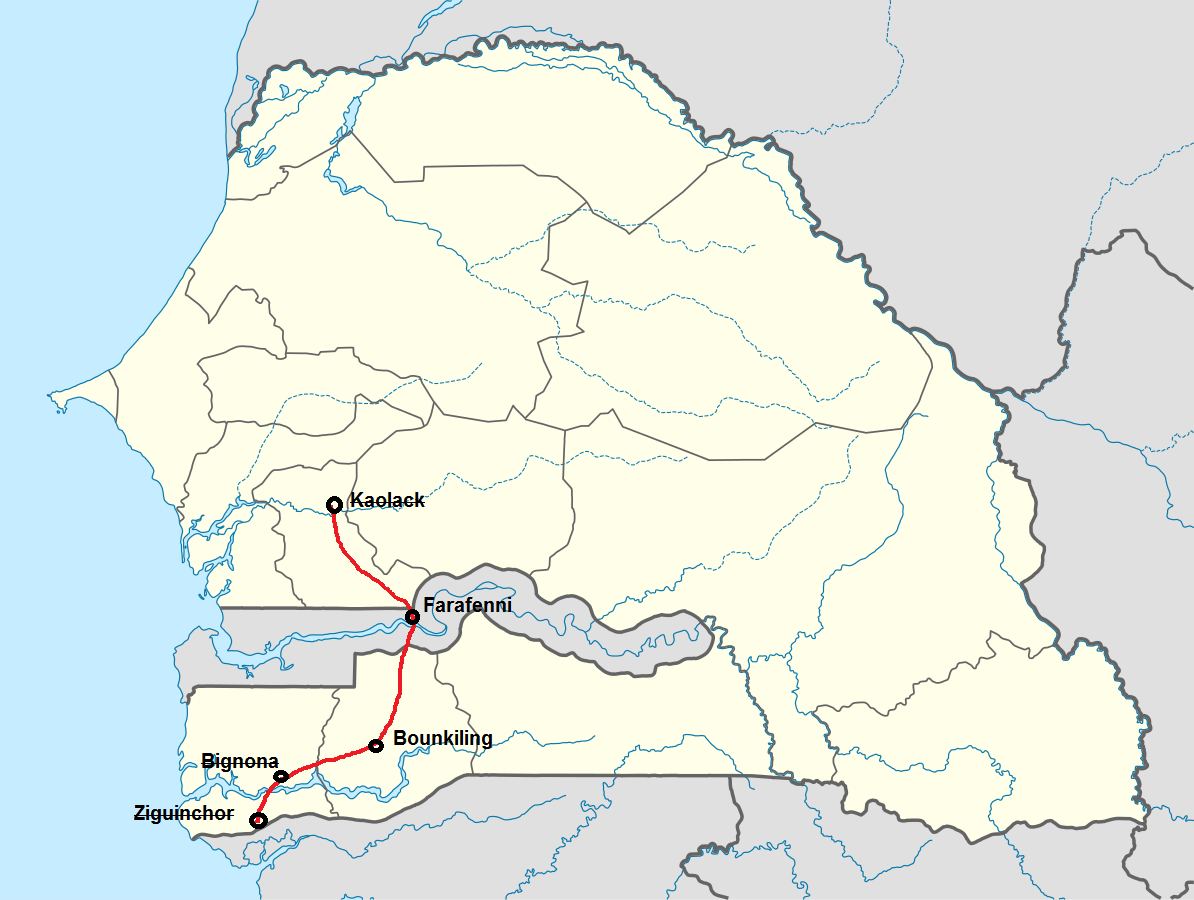
N 4
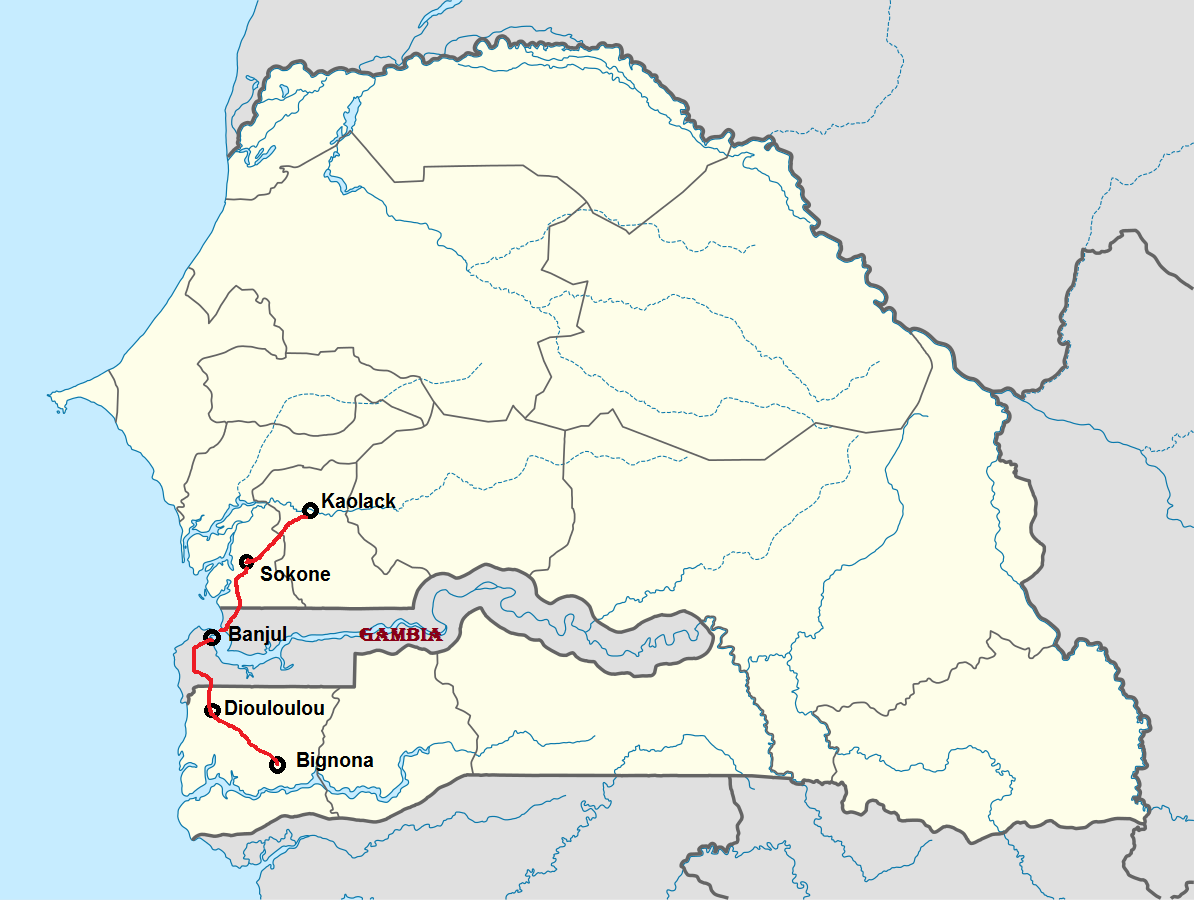
N 5
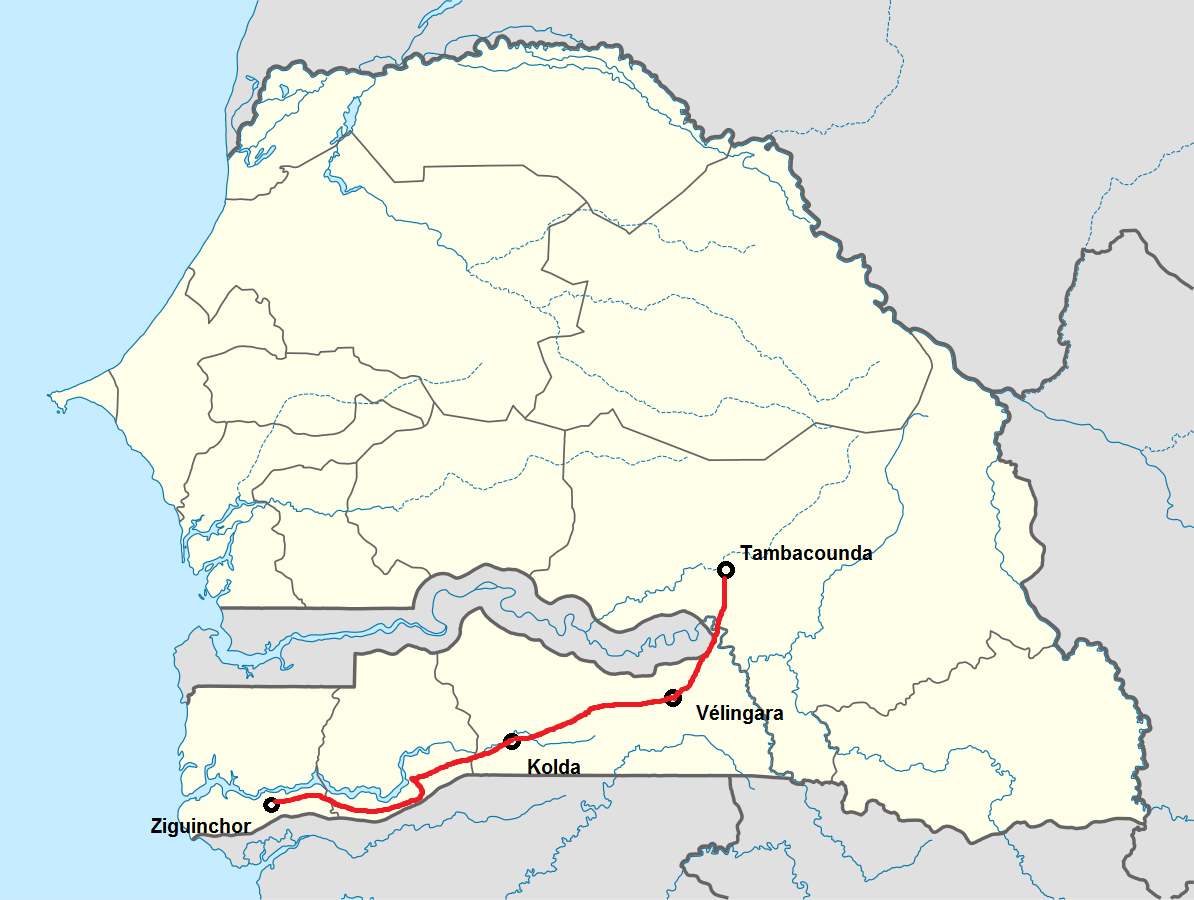
N 6
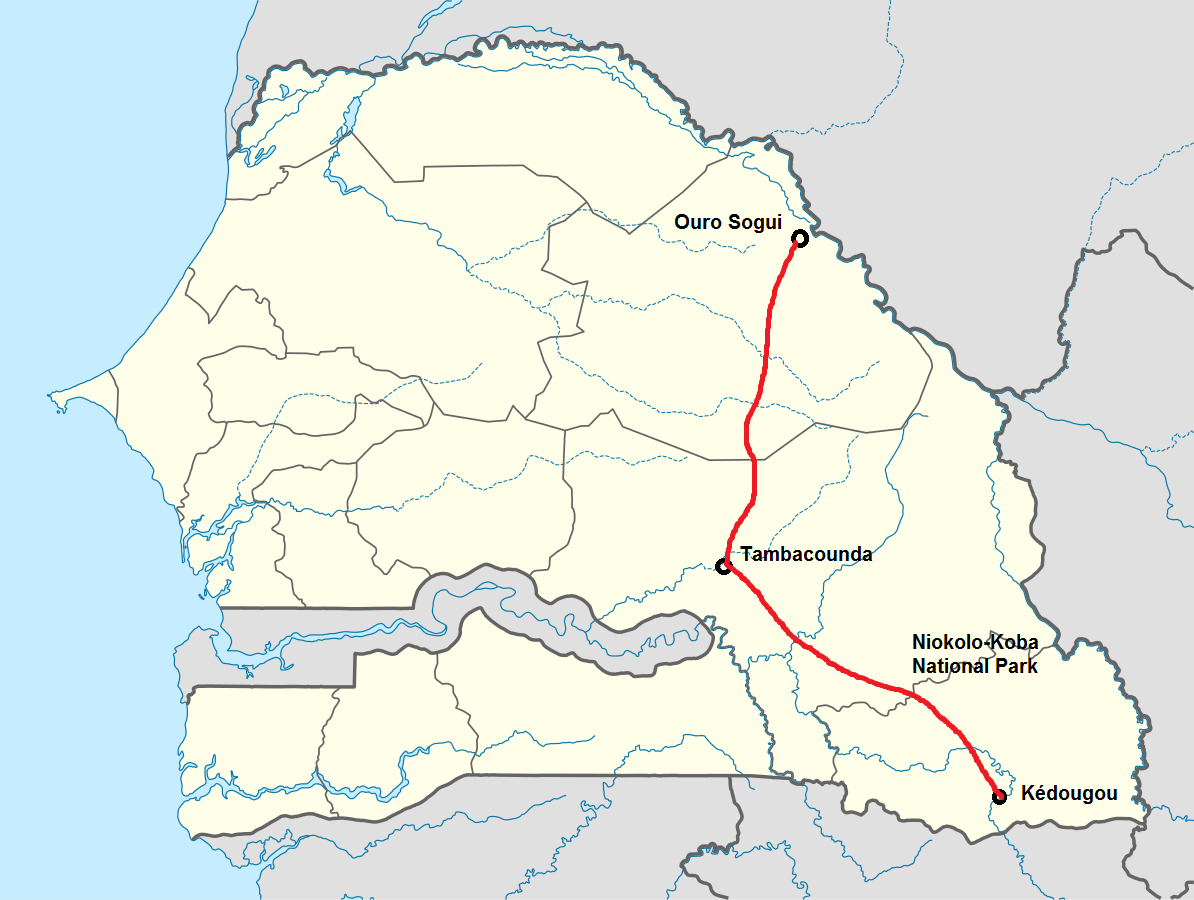
N 7